# Pietro Giampaolo Orsini
Pietro Giampaolo Orsini (... – Monte San Savino od Arezzo, agosto 1443) è stato un nobile e condottiero italiano, signore di Fara Filiorum Petri, Forlimpopoli, Giuliano Teatino, Manoppello ed Orsogna.

## Biografia
Pietro Giampaolo Orsini era il figlio di Ugolino Orsini († post 1389) e il nipote di Napoleone. Le sue prime imprese d'arme risalgono al 1414, quando nel Lazio era a capo di 300 cavalieri. Nel 1424 militò sotto le insegne del capitano di ventura Braccio da Montone nella guerra dell'Aquila. Partecipò poi nel 1427 alla battaglia di Maclodio agli ordini del Carmagnola.
È noto per aver portato alla vittoria assieme a Micheletto Attendolo il 29 giugno 1440 le truppe della Repubblica di Firenze contro quelle del Ducato di Milano guidate dal condottiero Niccolò Piccinino nella controversa battaglia di Anghiari. Lo scrittore Niccolò Machiavelli parla di questa battaglia in tono ironico: «E in un confronto così lungo, che durò dalle venti alle ventiquattr'ore, un solo uomo morì, non per le sue ferite o per qualche valoroso fatto d'armi, ma dopo una caduta da cavallo dove venne calpestato». Tuttavia, come scrive il medievista Franco Cardini: «l'eccessiva fiducia che noi moderni abbiamo avuto nei giudizi del Petrarca e poi di Machiavelli è stata uno schermo per comprendere la verità storica. Il caso limite resta la poco mortale battaglia di Anghiari che oppose Sforza [Micheletto Attendolo] e Piccinino nel 1440 dove, degli undicimila combattenti, secondo Machiavelli caddero solo due, mentre, secondo la stima di Flavio Biondo, si deplorano una sessantina di morti e quattrocento feriti».
Morì nel 1443 a Monte San Savino o ad Arezzo. Il suo corpo fu trasportato a Firenze per la sepoltura nella cattedrale di Santa Maria del Fiore.

## Discendenza
Pietro Giampaolo Orsini si sposò nel 1411 con Covella di Gesualdo, signora di Castel Bisaccia, dalla quale non ebbe discendenza.